# Mary Ethel Hayter Florey
Mary Ethel Hayter Florey (Stanmore, 1º ottobre 1900 – Marston, 10 ottobre 1966) è stata un medico australiana, prima ad usare e sperimentare la penicillina.

## Biografia
Ottenne la laurea in Medicina all'Università di Adelaide, in Australia. Si sposò col dottor Howard Walter Florey, che aveva iniziato nel suo laboratorio la sperimentazione dell'efficacia antibatterica della penicillina.
Ethel Florey lavorò presso l'Oxford Regional Blood Transfusion Service negli anni dal 1939 al 1941 e, dal 1942, si dedicò anch'essa, come il marito, alla sperimentazione della penicillina e lavorò in alcuni ospedali. Usò dapprima la penicillina su infezioni superficiali, come ulcere, ascessi, ferite purulente, ottenendo un buon risultato, con la sparizione delle infezioni e col risanamento dei tessuti, poi anche su endocardite batterica e setticemia. Utilizzò anche la penicillina per via intramuscolare, endovenosa e nelle fasciature.
Nel 1943 la rivista medica inglese The Lancet dava risalto al lavoro di Florey e della moglie, evidenziando la necessità di una maggiore produzione di penicillina, specialmente per la sua utilità nel corso della Seconda guerra mondiale. Ethel Florey fece sì che alcune Società Farmaceutiche americane, con l'aiuto del Governo, si dedicassero alla produzione di penicillina.
Con l'incremento della produzione del farmaco furono salvati dall'amputazione per gangrena arti maciullati e furono operati interventi di chirurgia plastica e ortopedica.
Ethel Florey collaborò col marito al libro Antibiotics e pubblicò in quattro volumi The Clinical Application of Antibiotics .

## Fonti
- Lois Mattox Miller Una pioniera della Penicillina, condensato da Hygeia, in Selezione dal Reader's Digest, novembre 1951